# Ambasada RP w Kigali
Ambasada Rzeczypospolitej Polskiej w Kigali, Ambasada Rzeczypospolitej Polskiej w Republice Rwandy s siedzibą w Kigali (ang. Embassy of the Republic of Poland in Kigali) – misja dyplomatyczna Rzeczypospolitej Polskiej w Republice Rwandy.

## Historia
Polska nawiązała stosunki dyplomatyczne z Rwandą 10 lipca 1965. Od lat 60. do 2017 w państwie tym akredytowany był ambasador RP w Nairobi. Od 2017 kraj znajdował się w zakresie kompetencji ambasady RP w Dar es Salaam (ambasadorzy oficjalnie byli akredytowani od 22 lutego 2019).
Ambasada RP w Kigali powstała na mocy decyzji ministra spraw zagranicznych RP Zbigniewa Raua z 24 listopada 2022, wchodzącej w życie z dniem 1 grudnia 2022. Według zapowiedzi ambasada miała rozpocząć działalność na przełomie 2022 i 2023. Koszt jej uruchomienia przewidziano na 108 000 USD.
Funkcje konsularne na terytorium Rwandy wykonuje konsul RP w Dar es Salaam.